# Omega Andromedae
ω Andromedae (Omega Andromedae, kurz ω And) ist ein dem bloßen Auge lichtschwach erscheinender, gelb schimmernder Doppelstern im Sternbild Andromeda. Seine scheinbare Gesamthelligkeit beträgt 4,83m. Nach Parallaxen-Messungen der Raumsonde Gaia ist er 94 Lichtjahre von der Erde entfernt.
Der Washington Double Star Catalog listet vier Begleiter von ω And auf. 1881 entdeckte der amerikanische Astronom Sherburne Wesley Burnham mit dem 30-cm-Refraktor des Lick-Observatoriums einen nur etwa 11,7m hellen Begleiter ω And B in einem geringen Winkelabstand von 2,3 Bogensekunden vom Hauptstern ω And A. Die Distanz zwischen den beiden Sternen hatte sich bis 2009 auf nur noch 0,669 Bogensekunden verringert. Bereits 1872 hatte Burnham zwei weitere, 11,4m helle Begleiter ω And C und ω And D beschrieben, die damals mehr als zwei Bogenminuten vom Hauptstern entfernt standen. Ihr gegenseitiger Winkelabstand betrug im Jahr 2016 etwa 4,8 Bogensekunden. Sie sind optische Begleiter, die nicht gravitativ an ω And A gebunden sind und sich in einer ganz anderen Entfernung zur Erde befinden.
In der zweiten Hälfte des Jahres 2008 wurde der Hauptstern ω And A mit dem CHARA-Array-Interferometer des kalifornischen Mount-Wilson-Observatoriums in zwei einander in relativ geringem Abstand umkreisende Komponenten aufgelöst, die als ω And Aa und ω And Ab bezeichnet werden. Sie sind einander ähnlich und dürften Hauptreihensterne des Spektraltyps F3 V und F5 V sein. Ihre projizierten Rotationsgeschwindigkeiten wurden zu 48,5 km/s und 43 km/s ermittelt. Die Forschergruppe um C. D. Farrington et al. bestimmte 2014 genauere Bahnelemente für das Orbit, auf dem die beiden Sterne einander umkreisen. Demnach beträgt ihre Umlaufperiode 254,9 Tage, die große Halbachse des Orbits 0,038 Bogensekunden und die Exzentrizität 0,142 ± 0,012. Die in dieser Studie errechneten Massen für die beiden Komponenten werden mit 0,96 ± 0,05 und 0,86 ± 0,05 Sonnenmassen angegeben. Die theoretisch erwartbaren Massen für Hauptreihensterne der Spektralklassen F3 und F5 sind aber mit 1,3 bis 1,4 Sonnenmassen deutlich größer.